# Þóra Finnsdóttir
Þóra Finnsdóttir, född 1408, död 1460, var abbedissa på Reynistaðarklaustur på Island 1437-1460.
Hon var dotter till Finnur Gamlason lögréttumaður á Ysta-Mói í Fljótum och Valgerður Vilhjálmsdóttir. Hennes bror Jon Gamlason var abbot. Hon blev medlem i klostret 1431. Hon fick dispens för att tillträda ämbetet vid 29 års ålder trots att den nedre gränsen var 30.